# Baltazar Ridinger
Baltazar Ridinger (zm. 1585 w Cieszynie) – niemiecki aptekarz, właściciel pierwszej apteki w Cieszynie.
Przypuszcza się, że na Śląsk Cieszyński przybył około 1567 roku wraz z Katarzyną Sydonią, księżniczką saską, żoną Wacława III Adama, księcia cieszyńskiego.
Założona przez Ridingera apteka znajdowała się w budynku ówczesnego ratusza; była urządzona według europejskich wzorców. Współcześni nazywali ją „perłą miasta”.
Ridinger zmarł w wyniku zarazy, która w 1585 roku nawiedziła Cieszyn.